# Maol Choluim, 5. Earl of Angus
Maol Choluim, 5. Earl of Angus (engl. Malcolm, * vor 1200; † vor 1242), war ein schottischer Adeliger.

## Leben
Sein Vater war Donnchadh, 4. Earl of Angus, der Name seiner Mutter ist unbekannt. Spätestens 1214 beerbte er seinen Vater als Earl of Angus.
Wie vor ihm schon Vater, Großvater und Urgroßvater unterstützte er mit Schenkungen das Kloster in Arbroath; in der Zeit zwischen 1214 und 1226 bestätigte er die Überschreibungen seiner Vorfahren, fügte aber auch neue Ländereien in Kirriemuir, Abthanery und Monifieth hinzu.
Ab 1231 trat er mehrfach als Zeuge königlicher Beurkundungen und Schenkungen für Alexander II. auf; am 22. April 1231 als Earl of Anegous, am 7. Oktober 1232 als Earl of Angous and Katania und bei Alexander II. Aufenthalt in Forres 1236 wieder als Earl of Angus. Eine wichtige Rolle spielte er zudem 1237 als einer der königlichen Vertreter auf der Tagung in York, bei der unter dem Vorsitz des päpstlichen Legaten Otho verschiedene Streitfragen diskutiert wurden, so auch die Rechte der königlich-schottischen Lehnsgüter auf englischem Boden.
Maol Choluim war einmal verheiratet, der Name seiner Ehefrau ist nicht überliefert. Die Verwendung des Titels Earl of Angous and Katania auf einer der königlichen Urkunden lässt jedoch vermuten, dass seine Frau die Tochter und Erbin des 1231 verstorbenen John, Jarl von Caithness war, Maol Choluim den zweiten Titel als Jarl bzw. Mormaer von Caithness also iure uxoris führte. Ohne männlichen Erben habe er nach dem Tod seiner Frau zu Gunsten seines Onkels Magnus auf diesen Titel verzichtet. Aus der Ehe stammte nur eine Tochter; Matilda, Erbin und spätere Countess of Angus.